# Raffael Becker
Raffael Becker (* 16. März 1922 in Köln; † 23. Oktober 2013) war ein deutscher Kunstmaler und Grafiker.

## Leben
Raffael Becker stammte aus einer Künstlerfamilie. Sein Vater Rafael Becker (1895–1979) schuf unter anderem das Design von Afri-Cola, auch sein Großvater Ignatz Becker war Maler. Becker absolvierte zunächst eine Ausbildung als Dekorationsmaler, die er mit Aktzeichnen und dem Besuch einer Werbefachschule ergänzte. Sein Studium an der Kunstakademie Düsseldorf ab 1940 musste er schon nach einem Jahr durch seine Einberufung zum Kriegseinsatz unterbrechen.

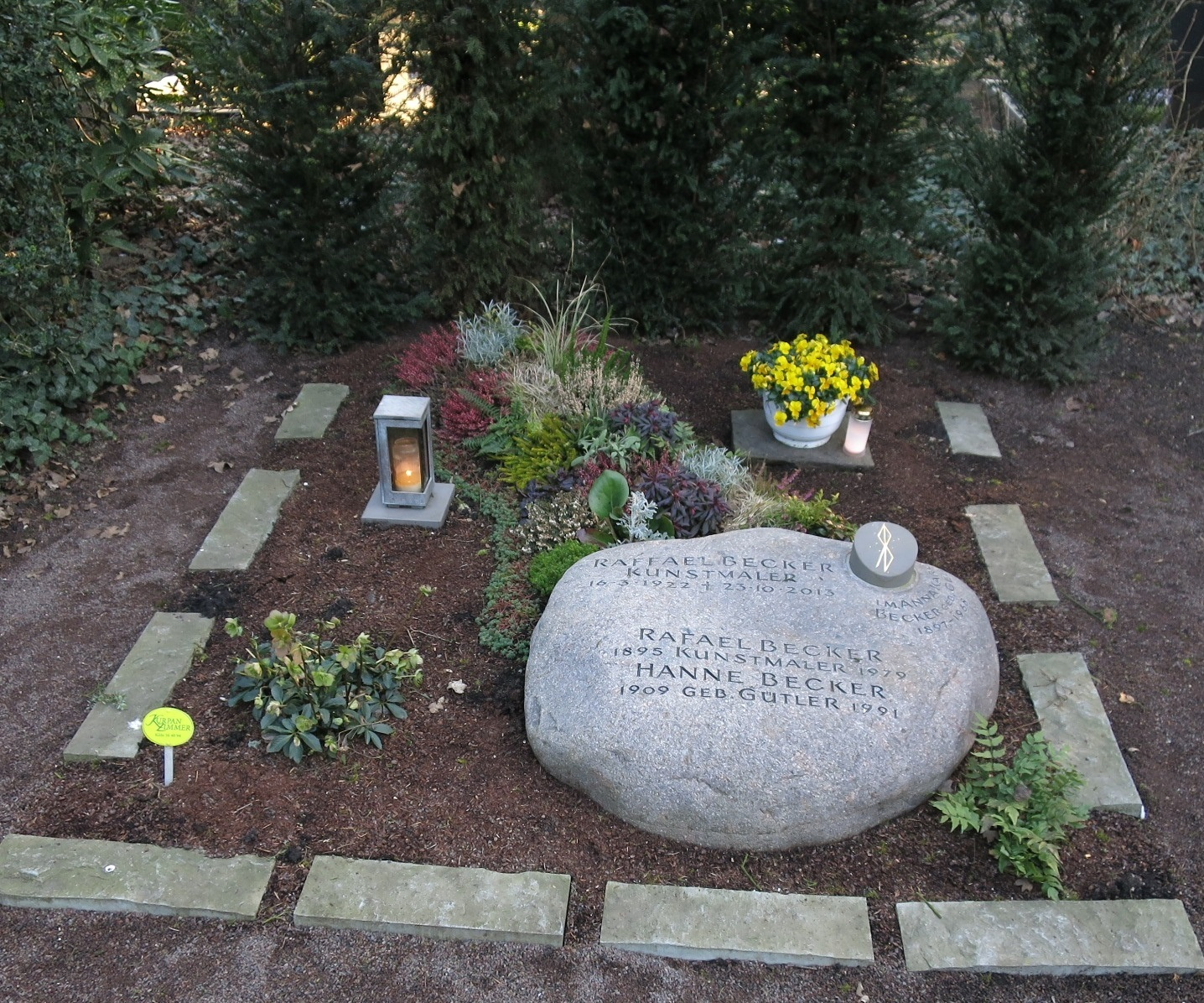
Raffael Becker – Familiengrab auf dem Kölner Südfriedhof

In der Nachkriegszeit arbeitete Becker als Werbegrafiker, hauptsächlich für Autofirmen, z. B. Borgward, Ford, Daimler-Benz und für fotografische Produkte der Firma Agfa. Er dokumentierte ferner zwischen 1945 und 1947 Szenen aus dem zerstörten Köln. 26 dieser Zeichnungen gingen als Schenkung in den Bestand des Kölnisches Stadtmuseums. Ebenfalls dort befindet sich das Triptychon „Karneval in Köln“ (Colonia Claudia Augusta Agrippinensis, Causa nostrae laetitia) von 1974.
Ab 1960 widmete sich Raffael Becker ganz der freien Kunst. Nach Phasen der Auseinandersetzungen mit den Kunstrichtungen Kubismus, Futurismus und Informel fand Becker zu einer eigenen Bildsprache, die erzählerische Elemente in Kombinationen aus gegenständlichen und nicht gegenständlichen Darstellungen einfließen ließ.
Becker, der sich bis ins Alter selbst als „Raffael Becker jun.“ bezeichnete, lebte in Köln-Sülz und in der Eifel. Er heiratete 1948 Ingeborg Vieten (25. November 1927 – 1. August 2022). Zu seinen Nachkommen zählen zwei gemeinsame Töchter, drei Enkelkinder und drei Urenkel.
Raffael Becker starb im Alter von 91 Jahren und wurde im Familiengrab auf dem Südfriedhof in Köln-Zollstock beigesetzt.
Seit 2022 befindet sich ein Museum für den künstlerischen Nachlass von Raffael Becker in Köln-Lindenthal.

## Ehrungen
- 1998 Rheinlandtaler[4]

## Ausstellungen
- Scheunenausstellung im eigenen Eifelhaus: 1966
- Atelier Hubert Benatzky: 1967
- Kölnischer Kunstverein, Einzelwerk: „Demonstration“, 1968
- Scheunenausstellung im eigenen Eifelhaus, 1973
- Regierungspräsidium Köln: „Bilder und Zeichnungen“, 1974
- Galerie Kühling Hamburg: „Ölbilder und Zeichnungen“, 1974
- Schauspielhaus Köln: „Kölnische Bilder“, 1978
- Historisches Rathaus Köln: „Kölnische Bilder“, 1982
- Galerie Glockengasse 4711: „Clowns“ (Zeichnungen), 1984
- Kölnisches Stadtmuseum: „Bella Colonia“, 1988
- Kölner Bank von 1867: „Neue Bilder“,1995
- Puppenspiele der Stadt Köln: „Ölgemälde“, 1996
- Abtei Brauweiler: „Gemälde und Zeichnungen“, 1997
- Galerie Malchers, Bensberg: „Zeichnungen“, 2001
- Kölnisches Stadtmuseum: Mittendrin, „Kölner Bilder“, 2002
- Villa Trips, Museum für Rennsportgeschichte: „Autozeichnungen“ (Retrospektiv), 2002
- Abtei Brauweiler: „Bilder eines Rheinländers“ (Teils retrospektiv), 2007
- Firma Turris Köln: „Signalbilder“ von Raffael Becker und „Ungegenständliches“ von Raphaele Becker Berglar, 2008
- Bürgerhaus Galerie Hürth: „Begegnungen“ (Zeichnungen), 2009
- Kölnisches Stadtmuseum: „In den Trümmern von Köln 1945–1947“, 2012. Die dort gezeigten 26 Werke hat Raffael Becker dem Stadtmuseum geschenkt[5]